# Терехово (Палехський район)
Терехово (рос. Терехово) — присілок в Палехському районі Івановської області Російської Федерації.
Населення становить 4 особи. Входить до складу муніципального утворення Пановське сільське поселення.

## Історія
Від 2005 року входить до складу муніципального утворення Пановське сільське поселення.

## Населення
| 1859 | 1905 | 2002 | 2010 |
| ---- | ---- | ---- | ---- |
| 264  | ↘84  | ↘8   | ↘4   |